# Чжоцзы
Чжоцзы (кит. упр. 卓资, пиньинь Zhuózī) — уезд городского округа Уланчаб автономного района Внутренняя Монголия (КНР). Уезд назван в честь гор Чжоцзышань (桌子山).

## История
В октябре 1945 года эти места были заняты коммунистическими отрядами под командованием Хэ Луна, и из частей территорий уездов Лянчэн, Фэнчжэнь, Цзинин и Таолинь был создан уезд Луншэн (龙胜县, «уезд победы Луна»). В ходе гражданской войны коммунисты были вытеснены гоминьдановскими войсками, ликвидировавшими уезд, однако в 1949 году, когда коммунисты победили, уезд был восстановлен. В 1952 году уезд Луншэн был переименован в Чжоцзы.
19 июля 2011 года в уезде Чжоцзы на шоссе образовалась гигантский дорожный затор (автомобильная пробка) длиной около 100 км.

## Административное деление
Уезд Чжоцзы делится на 5 посёлков и 3 волости.